# Camillo De Nardis
Camillo De Nardis, född 26 maj 1857, död 5 augusti 1951, var en italiensk tonsättare och musikpedagog.
Nardis var lärare i musikteori och körsångledare vid flera italienska konservatorier i Neapel. En del av hans kompositioner, som omfattar operor, kyrkomusik, kammarmusik och orkesterverk, är påverkad av abruzzisk folkmusik. Nardis har även utgett operamusik från 1700-talet.